# Jesse Andrews
Jesse Andrews (Pittsburgh, 15 settembre 1982) è uno scrittore e sceneggiatore statunitense.

## Biografia
Nato in una famiglia ebrea a Pittsburgh, Jesse Andrews ha studiato all'Università di Harvard.
Il suo romanzo d'esordio, Quel fantastico peggior anno della mia vita, fu pubblicato nel 2012 e nel 2015  Andrews scrisse anche la sceneggiatura dell'omonimo adattamento cinematografico. Nel 2016 pubblicò il suo secondo romanzo, The Haters, seguito da Munmun nel 2018.
Sempre nel 2018 ha inoltre scritto la sceneggiatura di Ogni giorno, tratto dall'omonimo romanzo di David Levithan. Nel 2021 ha scritto la sceneggiatura del film d'animazione Luca a quattro mani con Mike Jones.

## Filmografia

### Cinema
- Quel fantastico peggior anno della mia vita (Me & Earl & the Dying Girl), regia di Alfonso Gomez-Rejon (2015)
- Ogni giorno (Every Day), regia di Michael Sucsy (2018)
- Luca, regia di Enrico Casarosa (2021)

### Televisione
- Margot vs. Lily – serie TV, 6 episodi (2016)

## Opere letterarie
- Me and Earl and the Dying Girl, New York, Amulet Books, 2012. ISBN 9781419719608

Quel fantastico peggior anno della mia vita, Milato, Einaudi, 2015. ISBN 9788806212193
- The Haters, New York, Amulet Books, 2016. ISBN 9781419723704
- Nunmun, Londra, Faber and Faber, 2018. ISBN 9781760528478